# Choudayya Danapur, Ranibennur
Choudayya Danapur là một làng thuộc tehsil Ranibennur, huyện Haveri, bang Karnataka, Ấn Độ.